# Macrobrachium
Genre
Macrobrachium est un genre de crevettes de rivière comprenant de très nombreuses espèces. Il existe environ 125 espèces de crevettes dans ce genre. Elles vivent généralement dans les eaux douces des régions tropicales et subtropicales d'Afrique, d'Asie, d'Amérique, d'Océanie et des îles du Pacifique. Plusieurs espèces sont commercialisées pour l'alimentation humaine, soit pêchées, soit élevées en ferme d'aquaculture, notamment celles de grande taille comme l'ouassou (Macrobrachium carcinus) ou la chevrette (Macrobrachium rosenbergii).

## Description

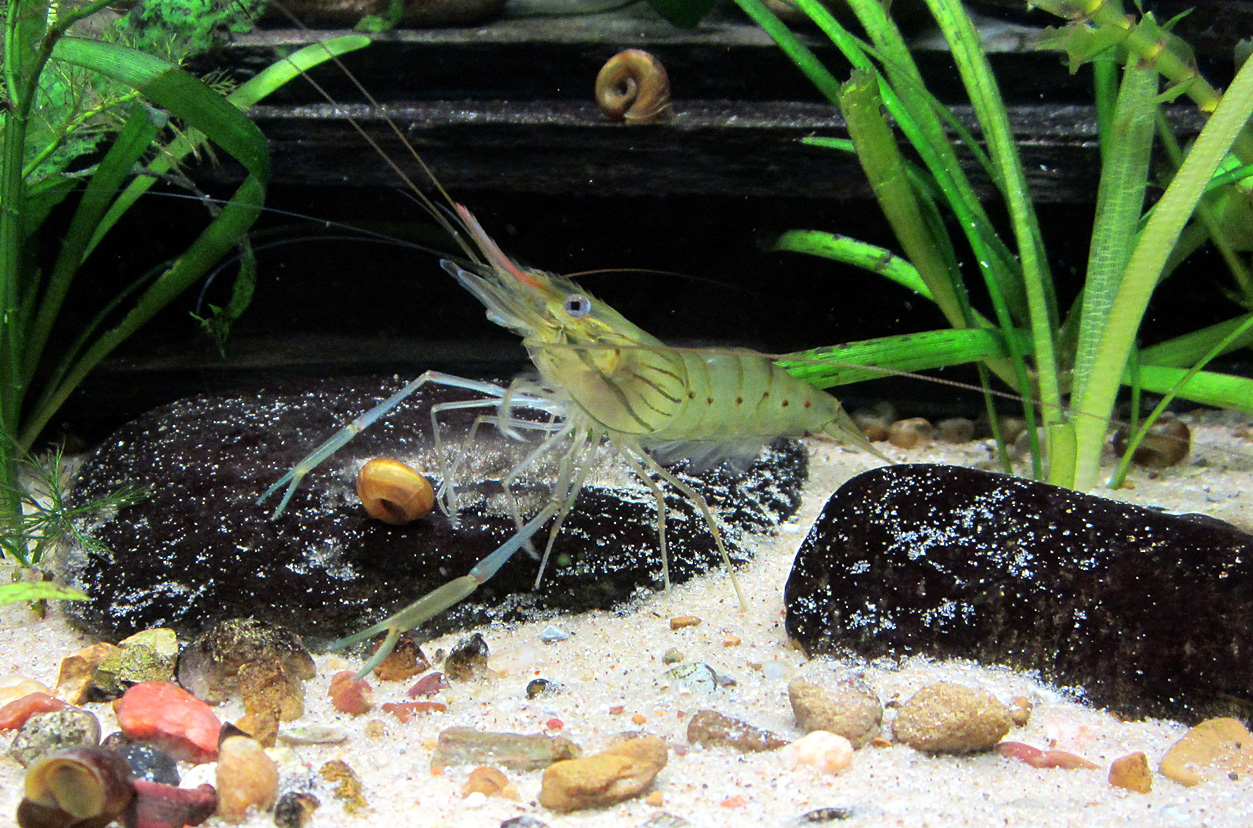
Jeune crevette géante mesurant déjà 7.5 cm

Les crevettes du genre Macrobrachium sont des crevettes plus grandes que celles appartenant au genre Caridina. Grâce à leurs pinces, certaines peuvent devenir de redoutables prédateurs pour les alevins et les plus petites espèces de poissons.
Il existe 6 espèces de Macrobrachium en Guadeloupe. M. carcinus , M. faustinum (en) ou « alexi », M. crenulatum (en) ou « queue rouge », M. heterochirus (sv) ou  « grand bras », M. acanthurus ou « chevrette » et M. rosenbergii . Cette dernière, espèce présente uniquement en élevage, est morphologiquement proche de M. acanthurus ; les adultes sont reconnaissables à leurs pinces d’un beau bleu foncé.

## Biologie
Macrobrachium a un cycle de vie catadrome. La femelle adulte libère, entre décembre et avril, les larves planctoniques qui dérivent avec le courant jusque dans les zones estuariennes. Elles y vivent jusqu'à trois semaines en se nourrissant de plancton. Au terme de cette période, elles se transforment en subadultes benthiques en amorcent une remontée vers les rivières et ruisseaux où elles atteignent la maturité.
Cet ensemble d'espèces vit dans des eaux calmes et souvent profondes. Elles se cachent à l’abri sous les chutes d’eau et les berges. L'activité est exclusivement  nocturne.
Les juvéniles et les adultes sont omnivores. Ils se nourrissent en permanence en se servant de leur paire de pinces pour attraper de petites larves d’insectes, des poissons morts, des fruits, des algues, des crustacés…
Leurs principaux prédateurs sont les crabes des rivières, les poissons, les échassiers, et les autres crevettes plus grosses.

## Classification
Ce genre a été décrit pour la première fois en 1868 par le naturaliste britannique Charles Spence Bate (1819-1889).
Il est assigné à la famille des Palaemonidae, dans l'ordre des Decapoda, sous-embranchement des Crustacea.

### Liste des espèces
- Macrobrachium acanthochirus Villalobos, 1967
- Macrobrachium acanthurus (Wiegmann, 1836)
- Macrobrachium acherontium Holthuis, 1977.
- Macrobrachium adscitum Riek, 1951.
- Macrobrachium aemulum (Nobili, 1906).
- Macrobrachium agwi Klotz, 2008.
- Macrobrachium ahkowi Chong et Koo, 1987.
- Macrobrachium altifrons (Henderson, 1893).
- Macrobrachium amazonicum (Heller, 1862).
- Macrobrachium americanum Bate, 1868.
- Macrobrachium andamanicum (Tiwari, 1952).
- Macrobrachium aracamuni Rodriguez, 1982.
- Macrobrachium asperulum (Von Martens, 1868).
- Macrobrachium assamense (Tiwari, 1958) - Macrorachium à pinces rouges.
- Macrobrachium atabapense Pereira, 1986.
- Macrobrachium atactum Riek, 1951.
- Macrobrachium australe (Guérin-Méneville, 1838).
- Macrobrachium australiense Holthuis, 1950.
- Macrobrachium banjare (Tiwari, 1958).
- Macrobrachium bariense (De Man, 1892).
- Macrobrachium birae Lobao, Melo et Fernandes, 1986.
- Macrobrachium borellii (Nobili, 1896).
- Macrobrachium brasiliense (Heller, 1862).
- Macrobrachium brevicarpum Tan and Dong, 1996.
- Macrobrachium bullatum Fincham, 1987.
- Macrobrachium caledonicum (J. Roux, 1926).
- Macrobrachium callirrhoe (De Man, 1898).
- Macrobrachium canarae (Tiwari, 1958).
- Macrobrachium carcinus (Linnaeus, 1758) - bouquet pintade, ouassou
- Macrobrachium catonium Hobbs and Hobbs, 1995.
- Macrobrachium cavernicola (Kemp, 1924).
- Macrobrachium chevalieri (J. Roux, 1935).
- Macrobrachium choprai (Tiwari, 1949).
- Macrobrachium clymene (De Man, 1902).
- Macrobrachium cocoense Abele and Kim, 1984.
- Macrobrachium cortezi Rodriguez, 1982.
- Macrobrachium cowlesi Holthuis, 1950.
- Macrobrachium crebrum Abele et Kim, 1989.
- Macrobrachium crenulatum Holthuis, 1950 - madras, queue rouge
- Macrobrachium danae (Heller, 1865).
- Macrobrachium dayanum (Henderson, 1893) - Crevette géante.
- Macrobrachium denticulatum Ostrovski, Da Fonseca et Da Silva-Ferreira, 1996.
- Macrobrachium depressimanum Pereira, 1993.
- Macrobrachium dierythrum Pereira, 1986.
- Macrobrachium digitum Abele and Kim, 1989.
- Macrobrachium digueti (Bouvier, 1895).
- Macrobrachium dux (Lenz, 1910).
- Macrobrachium edentatum Liang et Yan, 1986.
- Macrobrachium equidens (Dana, 1852).
- Macrobrachium eriocheirum Dai, 1984.
- Macrobrachium esculentum (Thallwitz, 1891).
- Macrobrachium faustinum (de Saussure, 1857).
- Macrobrachium felicinum Holthuis, 1949.
- Macrobrachium ferreirai Kensley et Walker, 1982.
- Macrobrachium fluviale (Streets, 1871).
- Macrobrachium foai (Coutière, 1902).
- Macrobrachium forcipatum Ng, 1995.
- Macrobrachium formosense Bate, 1868
- Macrobrachium fukienense Liang and Yan, 1980.
- Macrobrachium gallus Holthuis, 1952.
- Macrobrachium glabrum Holthuis, 1995.
- Macrobrachium glypticum Riek, 1951.
- Macrobrachium gracilirostre (Miers, 1875).
- Macrobrachium grandimanus (J. W. Randall, 1840).
- Macrobrachium gua Chong, 1989.
- Macrobrachium guangxiense Liang et Yan, 1981.
- Macrobrachium hainananse (Parisi, 1919).
- Macrobrachium hancocki Holthuis, 1950.
- Macrobrachium hendersodayanum (Tiwari, 1952).
- Macrobrachium hendersoni (De Man, 1906).
- Macrobrachium heterochirus (Wiegmann, 1836).
- Macrobrachium hildebrandti (Hilgendorf, 1893).
- Macrobrachium hirsutimanus (Tiwari, 1952).
- Macrobrachium hirtimanus (Olivier, 1811).
- Macrobrachium hobbsi Nates et Villalobos, 1990.
- Macrobrachium holthuisi Genofre et Lobao, 1978.
- Macrobrachium horstii (De Man, et).
- Macrobrachium idae (Heller, 1862).
- Macrobrachium idella (Hilgendorf, 1898).
- Macrobrachium iheringi (Ortmann, 1897).
- Macrobrachium inca Holthuis, 1950.
- Macrobrachium indicum Jayachandran et Joseph, 1986.
- Macrobrachium inflatum Liang et Yan, 1985.
- Macrobrachium inpa Kensley et Walker, 1982.
- Macrobrachium insulare (Parisi, 1919).
- Macrobrachium intermedium (Stimpson, 1860).
- Macrobrachium jacobsoni Holthuis, 1950.
- Macrobrachium japonicum (De Haan, 1849)
- Macrobrachium jaroense (Cowles, 1914).
- Macrobrachium javanicum (Heller, 1862).
- Macrobrachium jelskii (Miers, 1877).
- Macrobrachium jiangxiense Liang and Yan, 1985.
- Macrobrachium johnsoni Ravindranath, 1979.
- Macrobrachium joppae Holthuis, 1950.
- Macrobrachium kempi (Tiwari, 1949).
- Macrobrachium kistnense (Tiwari, 1952).
- Macrobrachium kiukianense (Yu, 1931)
- Macrobrachium lamarrei (H. Milne-Edwards, 1837).
- Macrobrachium lanceifrons (Dana, 1852).
- Macrobrachium lanchesteri (De Man, 1911) - Crevette fantôme ou Crevette à grandes pinces
- Macrobrachium lar (J. C. Fabricius, 1798) - crevette de verre
- Macrobrachium latidactylus (Thallwitz, 1891).
- Macrobrachium latimanus (Von Martens, 1868).
- Macrobrachium lepidactyloides (De Man, 1892)
- Macrobrachium lepidactylus (Hilgendorf, 1897)
- Macrobrachium longidigitum Dai, 1984.
- Macrobrachium lorentzi (J. Roux, 1921).
- Macrobrachium lujae (De Man, 1912).
- Macrobrachium macrobrachion (Herklots, 1851)
- Macrobrachium maculatum Liang et Yan, 1980.
- Macrobrachium malayanum (J. Roux, 1935).
- Macrobrachium malcolmsonii (H. Milne-Edwards, 1844).
- Macrobrachium mammillodactylus (Thallwitz, 1892).
- Macrobrachium manipurense (Tiwari, 1952).
- Macrobrachium meridionalis Liang et Yan, 1983.
- Macrobrachium michoacanus Nates et Villalobos, 1990.
- Macrobrachium microps Holthuis, 1978.
- Macrobrachium mieni Dang, 1975.
- Macrobrachium minutum (J. Roux, 1917).
- Macrobrachium mirabile (Kemp, 1917).
- Macrobrachium moorei (Calman, 1899).
- Macrobrachium naso (Kemp, 1918).
- Macrobrachium nattereri (Heller, 1862).
- Macrobrachium natulorum Holthuis, 1984.
- Macrobrachium nepalense Kamita, 1974.
- Macrobrachium niloticum (P. Roux, 1833).
- Macrobrachium niphanae Shokita et Takeda, 1989.
- Macrobrachium nipponense (De Haan, 1849).
- Macrobrachium nobilii (Henderson et Matthai, 1910).
- Macrobrachium novaehollandiae (De Man, 1908).
- Macrobrachium obtusifrons Dai, 1984.
- Macrobrachium occidentale Holthuis, 1950.
- Macrobrachium oenone (De Man, 1902).
- Macrobrachium ohione (S. I. Smith, 1874)
- Macrobrachium olfersii (Wiegmann, 1836)
- Macrobrachium palaemonoides Holthuis, 1950.
- Macrobrachium panamense Rathbun, 1912.
- Macrobrachium patsa (Coutière, 1899).
- Macrobrachium pectinatum Pereira, 1986.
- Macrobrachium peguense (Tiwari, 1952).
- Macrobrachium petersii (Hilgendorf, 1879).
- Macrobrachium petiti (J. Roux, 1934).
- Macrobrachium petronioi Melo, Labao et Fernandes, 1986.
- Macrobrachium pilimanus (De Man, 1879).
- Macrobrachium pinguis Dai, 1984.
- Macrobrachium placidulum (De Man, 1892).
- Macrobrachium placidum (De Man, 1892).
- Macrobrachium platycheles Ou and Yeo, 1995.
- Macrobrachium poeti Holthuis, 1984.
- Macrobrachium potiuna (Müller, 1880).
- Macrobrachium praecox (J. Roux, 1928).
- Macrobrachium pumilum Pereira, 1986.
- Macrobrachium purpureamanus Wowor, 1999.
- Macrobrachium quelchi (De Man, 1900).
- Macrobrachium raridens (Hilgendorf, 1893).
- Macrobrachium rathbunae Holthuis, 1950.
- Macrobrachium reyesi Pereira, 1986.
- Macrobrachium rhodochir Ng, 1995.
- Macrobrachium rodriguezi Pereira, 1986.
- Macrobrachium rogersi (Tiwari, 1952).
- Macrobrachium rosenbergii (De Man, 1879) - chevrette, crevette géante, crevette géante d'eau douce ou cigale voyageuse
- Macrobrachium rude (Heller, 1862).
- Macrobrachium sankollii Jalihal et Shenoy, 1988.
- Macrobrachium scabriculum (Heller, 1862).
- Macrobrachium scorteccii Maccagno, 1961.
- Macrobrachium shokitai Fujino and Baba, 1973.
- Macrobrachium sintangense (De Man, 1898).
- Macrobrachium sirindhorn Naiyanetr, 2001.
- Macrobrachium siwalikense (Tiwari, 1952).
- Macrobrachium sollaudii (De Man, 1912).
- Macrobrachium srilankense H. H. Costa, 1979.
- Macrobrachium sulcicarpale Holthuis, 1950.
- Macrobrachium superbum (Heller, 1862).
- Macrobrachium surinamicum Holthuis, 1948.
- Macrobrachium tenellum (Smith, 1871)
- Macrobrachium therezieni Holthuis, 1965.
- Macrobrachium thysi Powell, 1980.
- Macrobrachium tiwarii Jalihal, Shenoy et Sankolli, 1988.
- Macrobrachium tolmerum Riek, 1951.
- Macrobrachium transandicum Holthuis, 1950.
- Macrobrachium trompii (De Man, 1898).
- Macrobrachium tuxlaense Villalobos and Alvarez, 1999.
- Macrobrachium unikarnatakae Jalihal, Shenoy et Sankolli, 1988.
- Macrobrachium veliense Jayachandran et Joseph, 1985.
- Macrobrachium venustum (Parisi, 1919).
- Macrobrachium vicconi Roman, Ortega et Mejia, 2000.
- Macrobrachium villalobosi Hobbs, 1973.
- Macrobrachium villosimanus (Tiwari, 1949).
- Macrobrachium vollenhovenii (Herklots, 1857)
- Macrobrachium wannanense Dai et Tan, 1993.
- Macrobrachium weberi (De Man, 1892)
- Macrobrachium yeti Dang, 1975.
- Macrobrachium yui Holthuis, 1950.
- Macrobrachium zariquieyi Holthuis, 1949.

## Commercialisation
En 1980, on recensait seulement une douzaine d'espèces faisant l'objet d'une exploitation commerciale dans le monde par la pêche ou l'aquaculture : Macrobrachium rosenbergii, Macrobrachium lanchesteri, Macrobrachium malcolmsonii, Macrobrachium nipponense, Macrobrachium dayanum, Macrobrachium lanceifrons en Amérique ; Macrobrachium amazonicum, Macrobrachium vollenhovenii, Macrobrachium acanthurus, Macrobrachium carcinus, Macrobrachium tenellum en Asie ; Macrobrachium lar dans le Pacifique.
Les plus grandes espèces sont vendues notamment sous le nom de ouassou (M. carcinus) ou chevrette (M. rosenbergii), cette dernière, moins agressive avec ses congénères, est privilégiée en aquaculture. 
Les petites espèces sont généralement mises sur le marché vers 2 à 3 cm, lorsqu'elles sont encore entièrement transparentes, sous le nom de « crevette fantôme » (M. lanchesteri) ou « crevette de verre » (M. lar), sans qu'il soit possible de savoir exactement à quelle espèce de Macrobrachium on a affaire.

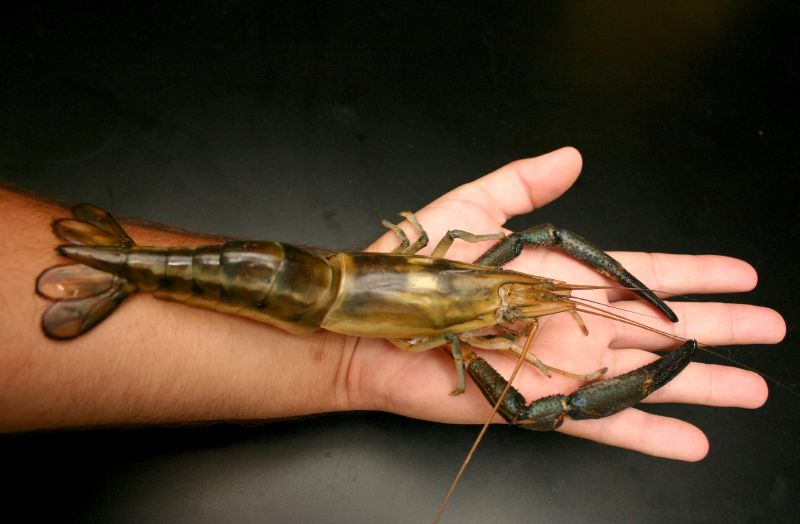
Macrobrachium carcinus
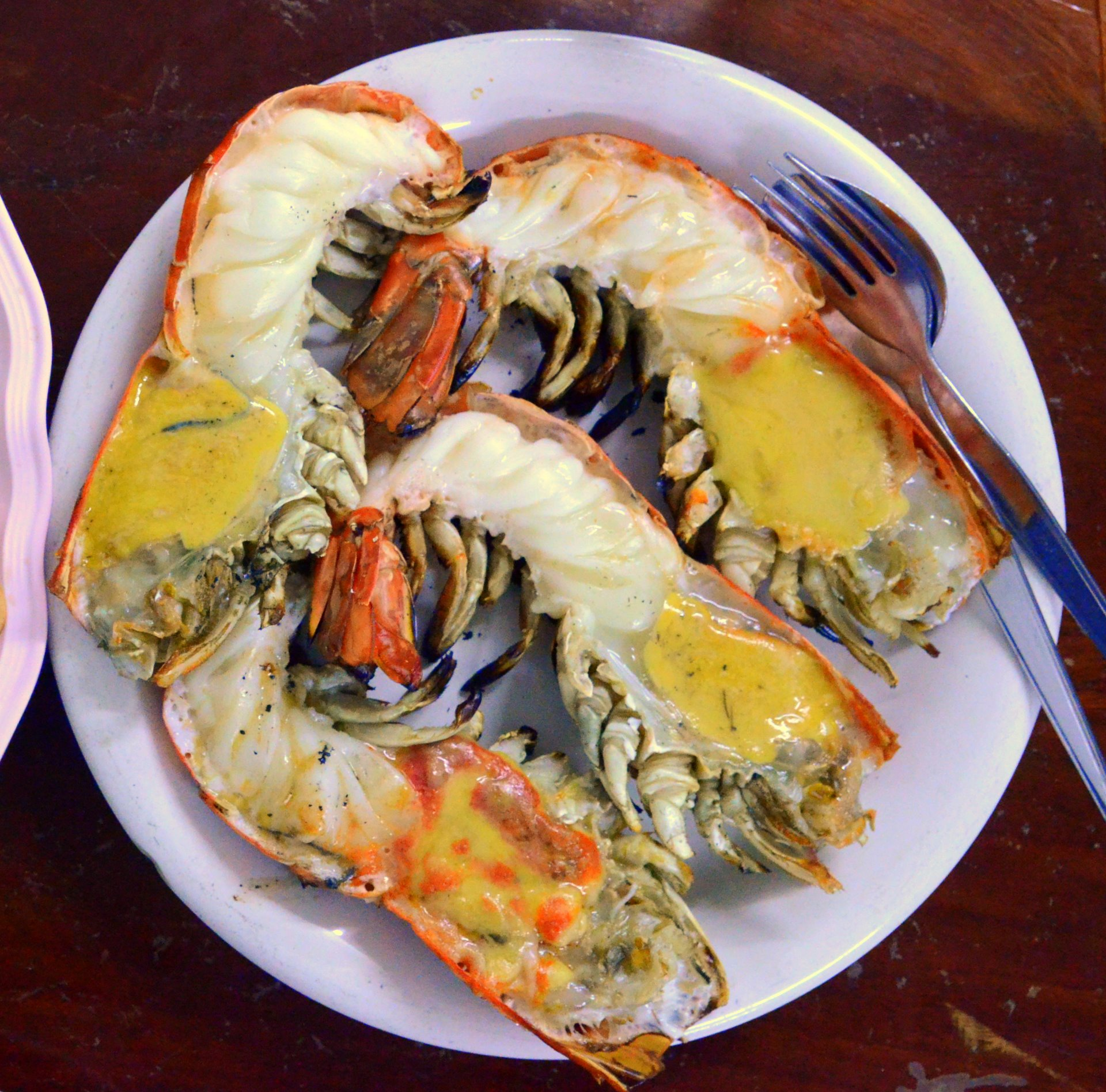
M. rosenbergii servies grillées en Thaïlande
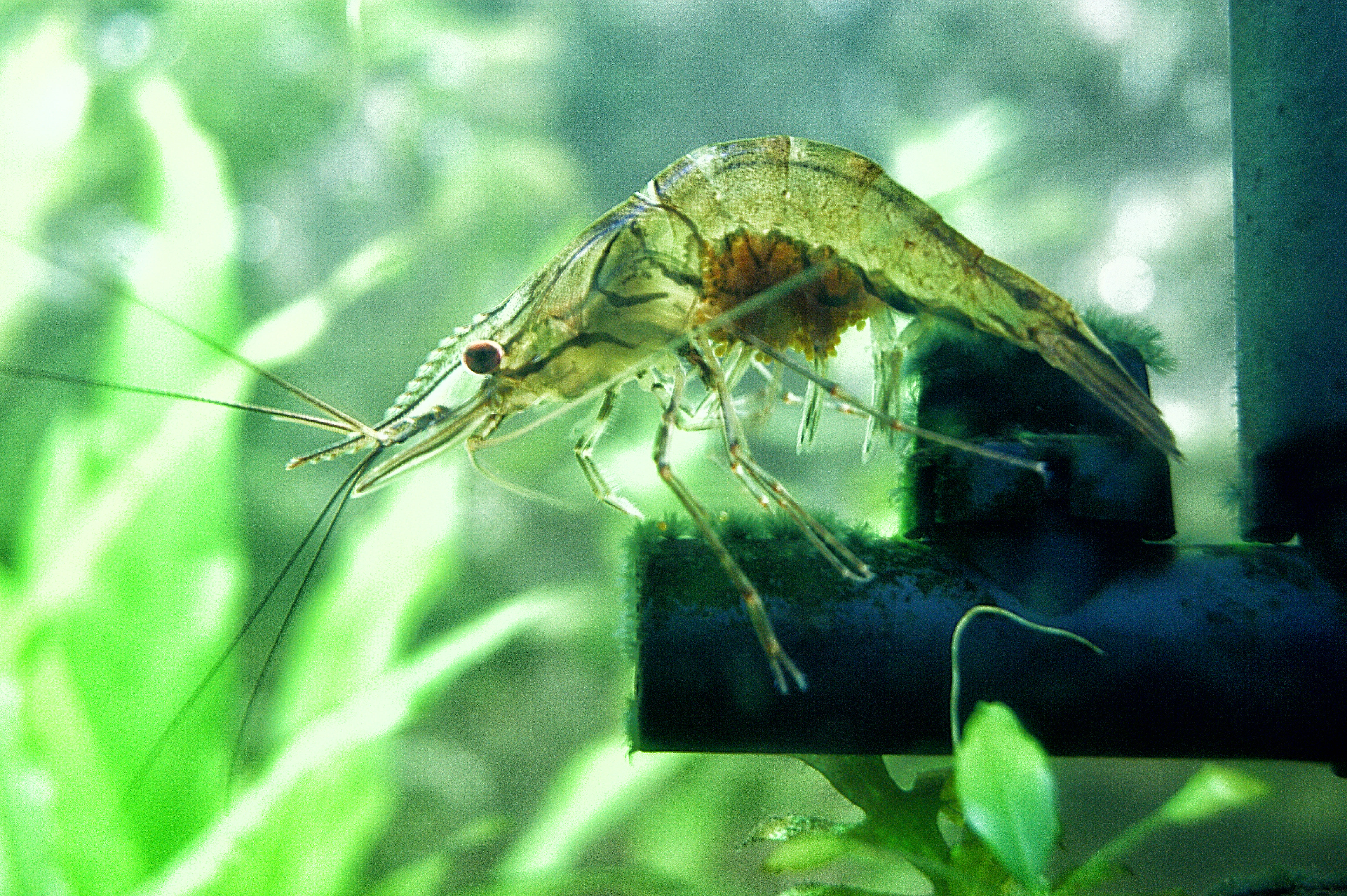
Macrobrachium lanchesteri